# Rudarske nesreće u Srbiji
Rudarstvo u Srbiji tokom svog razvoja doživela je velike uspone i napretke, i tokom svoje istorije pretrpelo brojne gubitke, u smislu ljudskih žrtava, kao i materijalnih gubitaka. Najčešći uzrok nesreća u Srbiji jeste nestručnost radnika, nepravilan pristup, ali i brojne nesrećne okolnosti. Međutim, država Srbija sve više vodi brigu o sigurnosti i zaštiti radnika, ulaže u nove tehnologije i istraživanja. Tokom radova u rudnicima su se dešavale razne nesreće koje su odnele brojne žrtve i načinile velike materijalne gubitke.
Najveće rudarske nesreće u dugoj rudarskoj istoriji vezane su za rudnike u Aleksincu, Resavici, kao i Sokobanji.
U rudnicima uglja sa podzemnom eksploatacijom gde imamo izdvajanje opasnog i zapaljivog gasa metana (CH4) postoji niz rizika koji mogu biti uzročnici upale i eksplozije metana koji pomešan sa vazduhom čini eksplozivnu smešu. Jedan od rizika jeste i postupak miniranja u takvim rudnicima, a pored miniranja mogu biti i nepoštovanje propisanih normativa i standarda u rudarstvu bez obzira na stručnu spremu kao i niz drugih nepredviđenih faktora.

## Aleksinački rudnici

### 1983
Nesreća koja se desila u Aleksinačkom rudniku 1983.god, direktno je povezana sa nepoštovanjem radne discipline. U to vreme to je bio jedan od savremenijih rudnika jer je posedovao i kontrolu gasno ventilacionih parametara u jami preko dispečerskog centra na površini sa sistemom za govornu komunikaciju jama površina. Međutim, prilikom porasta nivoa metana u jami došlo je do samozapaljenja i eksplozije koja je odnela 35 ljudskih žrtava.

### 1989
Dana 17. novembra 1989. godine desila se strašna tragedija u Aleksinačkim rudnicima: nemarom izazvan požar u severnom reviru na dubini od 700 metara odneo je u jednom danu 90 života. Stradala je cela prva smena, a sa rudarima, umro je i rudnik. Celom dužinom jame nalazili su se leševi naših kamarata koji su se ugušili od dima. Neki su bili samo na 10 metara od spasenja, od mesta gde prolazi čist vazduh. Izvlačenje tela je trajalo 25 dana. Svakim danom je bilo sve teže.  Požar su izazvali varioci prilikom nestručnog uklanjanja jedne šine, aparatom za autogeno zavarivanje.

## Senjski rudnik
Pouzdanih podataka o tome koliko je rudara stradalo u nesreći koja se dogodila 21. jula 1893. godine - nema, zbog toga što se tada nije ni vodila evidencija zaposlenih. Prema nekim podacima reč je o 28 ljudi, ali ima naznaka da ih je bilo više - čak 55. Cela smena rudara ostala je zarobljena pod zemljom,to je bila jedna od najvećih rudarskih nesreća u Srbiji, a dogodila se u Senjskom Rudniku kraj Ćuprije, 21. jula 1893. godine, na dan Svetog Prokopija. Zemlja nad rudarima se obrušila jer je izgorela drvena greda zbog požara koji je zahvatio bukovu šumu i preneo se na jamu.

## Rudnik Rembas
U rudniku Rembas u jami Strmosten u Resavici 1984. godine poginulo je 34 rudara. Tada je nažalost nastradala cela smena u subotu pre podne, prilikom kvara na električnoj mreži a samim tim i zastojem u radu ventilacije.

## Ibarski rudnici
U aprilu 2017. godine u Baljevcu, u Jami Jarando poginuo je radnik na poziciji nadzornika, tokom kontrole vertikalnog okna, kada se obrušio komad stene.

## Sokobanja

### 1998
O nepoštovanju rada i radne discipline u podzemnim rudnicima sa metanskim režimom rada o odstupanjima od svih pametnih i poznatih pravila igre u takvim rudnicima je i nesreća u rudniku Soko u Sokobanji 1998. године. Prilikom izbijanja otrovnih gasova koja su dovela do nesreće kada je stradalo 29 rudara od kojih je deset bilo izloženo toplotnom i mehaničkom udaru eksplozije a ostalih 19 rudara nađeno je pored trake sa blagim osmehom na licu, tj ugušili su se jer nije bilo dovoljno kiseonika.

### 2022
Rano ujutru prvoga aprila 2022. godine osamnaest rudara je povređeno, dok je osam rudara izgubilo život u rudniku „Soko” kada je došlo do prekomernog curenja metana unutar kopa.

## Spoljašnje veze
- Rudarsko-geološki fakultet, Beograd
- Rudnik REMBAS, Resavica  Архивирано на веб-сајту  (28. мај 2010)
- Senjski Rudnici [3]
- Dan kada je život stao („Politika”, 18. novembar 2019)
- Srbija, Balkan i rudnici: Zbog čega se gine u balkanskim rudnicima - gorski udari i metan najveći neprijatelji rudara (B92, 8. april 2022)